# 877 Walküre

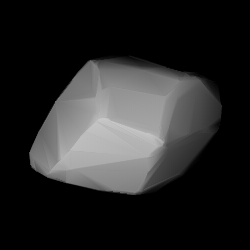
Ricostruzione digitale della forma di 877 Walküre

877 Walküre è un asteroide della fascia principale del diametro medio di circa 38,41 km. Scoperto nel 1915, presenta un'orbita caratterizzata da un semiasse maggiore pari a 2,4859771 au e da un'eccentricità di 0,1606875, inclinata di 4,25544° rispetto all'eclittica.
L'asteroide è dedicato alle Valchirie, donne guerriere della mitologia norrena. Inizialmente, come altri asteroidi scoperti all'osservatorio di Simeiz durante la prima guerra mondiale, non poté essere comunicato subito all'Istituto Rechen dell'Università di Heidelberg e fu quindi identificato per alcuni anni con una sigla contenente Σ, la lettera sigma dell'alfabeto greco.